# Sarawut Inpaen
Sarawut Inpaen (thailändisch ศราวุธ อินทร์แป้น, * 3. März 1992 in Surin), auch als Beer bekannt, ist ein thailändischer Fußballspieler.

## Karriere
Sarawut Inpaen erlernte das Fußballspielen in der Schulmannschaft der Suankularb Wittayalai School sowie der Jugendmannschaft des Erstligisten Buriram United, wo er 2011 auch seinen ersten Vertrag unterschrieb. Nach einem Jahr wechselte er nach Bangkok zum Zweitligisten Air Force Central FC. 2013 wurde er mit Air Force Meister der Thai Premier League Division 1 und stieg somit in die erste Liga, der Thai Premier League, auf. 2015 wurde er an den Zweitligisten Trat FC ausgeliehen. Als 20. der Liga stieg der Verein in die dritte Liga ab. 2018 unterschrieb er in Chiangrai einen Vertrag beim Erstligisten Chiangrai United. Mit Chiangrai gewann er 2018 und 2021 den FA Cup und den Thailand Champions Cup. 2019 feierte er mit dem Verein die thailändische Meisterschaft. 2020 gewann er mit Chiangrai zum zweiten Mal den Champions Cup. Nach 103 Ligaspielen wurde sein Vertrag Ende Dezember 2022 aufgelöst. Im gleichen Monat unterschrieb er einen Vertrag beim Ligakonkurrenten Lamphun Warriors FC. Am 31. Mai 2025 stand er mit den Warriors im Finale des Thai League Cup. Hier traf man im BG Stadium auf Buriram United. Am Ende musste man sich mit 2:0 geschlagen geben. Nach 31 Ligaspielen, in denen er vier Treffer erzielte, wurde sein Vertrag im Sommer 2025 nicht verlängert. Ende Juli 2025 nahm ihn der Erstligaabsteiger Khon Kaen United FC aus Khon Kaen unter Vertrag.

## Erfolge
Air Force AVIA
- Thailändischer Zweitligameister: 2013  ▲

Chiangrai United
- Thailändischer Meister: 2019

- Thailändischer Pokalsieger: 2018, 2020/21

- Thailändischer-Champions-Cup-Sieger: 2018, 2020

- Thailändischer Ligapokalsieger: 2018

Lamphun Warriors FC
- Thailändischer Ligapokalfinalist: 2024/25